# Bleriken (Vilhelmina socken, Lappland, 720161-154475)
Bleriken är en sjö i Vilhelmina kommun i Lappland och ingår i Ångermanälvens huvudavrinningsområde. Sjön har en area på 0,397 kvadratkilometer och ligger 439,1 meter över havet. Sjön avvattnas av vattendraget Gråtanån.

## Delavrinningsområde
Bleriken ingår i det delavrinningsområde (720273-154650) som SMHI kallar för Utloppet av Bleriken. Medelhöjden är 514 meter över havet och ytan är 7,41 kvadratkilometer. Räknas de 8 avrinningsområdena uppströms in blir den ackumulerade arean 100,13 kvadratkilometer. Gråtanån som avvattnar avrinningsområdet har biflödesordning 3, vilket innebär att vattnet flödar genom totalt 3 vattendrag innan det når havet efter 340 kilometer. Avrinningsområdet består mestadels av skog (70 procent) och sankmarker (24 procent). Avrinningsområdet har 0,4 kvadratkilometer vattenytor vilket ger det en sjöprocent på 5,4 procent.